# Чанфэн
Чанфэ́н (кит. упр. 长丰, пиньинь Chángfēng) — уезд городского округа Хэфэй провинции Аньхой (КНР).

## История
Уезд был образован в 1964 году из прилегающих частей уездов Шоусянь, Динъюань, Фэйдун и Фэйси, став первым в провинции Аньхой уездом городского подчинения (он с момента создания был подчинён властям города Хэфэй).

## Административное деление
Уезд делится на 8 посёлков и 6 волостей.

## Экономика
В уезде развиваются «умные» фермы и теплицы по выращиванию овощей и клубники. По состоянию на 2024 год в Чанфэне ежегодно производилось более 360 тыс. тонн клубники, площадь посадок составляла 14 тыс. га, а совокупная стоимость всей производственной цепочки клубники превышала 11 млрд юаней (1,52 млрд долл. США); выращиванием клубники в Чанфэне было занято около 185 тыс. сельских жителей.